# L'incontro che accende la speranza
L'incontro che accende la speranza è un saggio del sacerdote cattolico e teologo Luigi Giussani, fondatore del movimento Comunione e Liberazione, pubblicato nel 2025.

## Storia editoriale
Nel volume sono raccolte le trascrizioni inedite delle lezioni tenute da don Luigi Giussani durante gli esercizi spirituali degli studenti universitari di Comunione e Liberazione svoltisi nel gennaio del 1985. Il volume è stato pubblicato dalla Libreria Editrice Vaticana come contributo in occasione del venticinquesimo Giubileo universale della Chiesa cattolica del 2025.
I testi raccolti nel volume, curati da Davide Prosperi, presidente della Fraternità di Comunione e Liberazione, sono le trascrizioni accurate delle lezioni dell'epoca, le cui registrazioni sono conservate presso l'archivio storico del movimento, e mantengono, nelle intenzioni, la ricchezza espressiva e il ritmo dei discorsi orali originali.

## Edizioni
- Luigi Giussani, L'incontro che accende la speranza, a cura di Davide Prosperi, prefazione di Pietro Parolin, 1ª ed., Roma, Libreria Editrice Vaticana, aprile 2025,  p. 141, ISBN 978-88-266-0968-3.